# Pioneers
Pioneers — настільна гра італійського автора Емануеле Орнелла, розрахована на 2-4 гравців.
У Pioneers гравці займаються заселенням Північної Америки, з'єднуючи поселення мережею маршрутів для поштових диліжансів. Гравці розміщують своїх «першопрохідців» у якнайбільшій кількості міст. Починаючи зі Східного узбережжя, гравці заселяють Північну Америку та будують мережу маршрутів.
Гра була випущена видавництвом Queen Games у 2017 році і потрапила до рекомендаційного списку на звання Гри року від асоціації Kennerspiel des Jahres у 2018 році.

## Рецензії
Новинний портал Watson відзначив, що гравцям, які люблять спагеті-вестерни, ця настільна гра припаде до душі. Асоціація Spiel des Jahres зазначає: «Той, хто зможе тримати під контролем як стратегію, так і тактику, знайде своє щастя в Новому Світі».